# Liv-Gletscher
Der Liv-Gletscher ist ein steiler, rund 65 km langer Talgletscher in der antarktischen Ross Dependency. Er fließt vom Polarplateau südöstlich des Barnum Peak in nördlicher Richtung durch das Königin-Maud-Gebirge zum Ross-Schelfeis, das er zwischen den Mayer Crags und den Duncan Mountains an der Dufek-Küste erreicht.
Der norwegische Polarforscher Roald Amundsen entdeckte ihn 1911 beim Marsch zum geographischen Südpol im Rahmen seiner Antarktisexpedition (1910–1912). Er benannte ihn nach Liv Nansen (1893–1959), der ältesten Tochter des norwegischen Polarforschers Fridtjof Nansen.